# Paulo Rangel (Fußballspieler, 1985)
Paulo Rangel do Nascimento Gomes (* 4. Februar 1985 in Belém), auch einfach nur Paulo Rangel, ist ein brasilianischer Fußballspieler.

## Karriere
Das Fußballspielen lernte Paulo Rangel in der Jugend von Boavista Porto, einem Verein aus Portugal, der in Porto beheimatet ist. Hier unterschrieb er 2003 seinen ersten Vertrag. Nach mehreren Stationen bei unterklassigen Vereinen in Portugal, u. a. Varzim SC, FC Maia und AD de Lousada, unterschrieb er 2007 einen Vertrag beim brasilianischen Verein ACEC Baraúnas. Im Jahr 2008 wechselte er nach Mossoró zu ACD Potiguar. Im gleichen Jahr ging er in die Vereinigten Arabischen Emirate und spielte bis 2009 für Dibba al-Hisn SC. 2009 kehrte er wieder nach Brasilien zurück und schloss sich dem Santa Cruz FC an. Nach weiteren Stationen bei São Raimundo EC (PA) und São José EC unterschrieb er 2012 in Thailand einen Vertrag bei Muangthong United. Der Verein aus Pak Kret, einem nördlichen Vorort der Hauptstadt Bangkok, spielte in der ersten Liga des Landes, der Thai Premier League. 2012 feierte er mit Muangthong die thailändische Meisterschaft, bei diesem Verein absolvierte er 24 Spiele und schoss dabei 12 Tore. Nur ein Jahr später, 2013, wurde er von Muangthong an Perak FA, einem Verein aus Malaysia, ausgeliehen. Im gleichen Jahr unterzeichnete er einen Vertrag beim Ligakonkurrenten Selangor FA. Paulo Rangel spielte bis 2016 in Malaysia, er stand auch für Terengganu FA und für Johor Darul Ta’zim FC II von 2014 bis 2016 auf dem Spielfeld. 2017 ging er wieder für eine kurze Zeit nach Brasilien zurück, wo er sich Londrina EC anschloss. Im gleichen Jahr ging er wieder nach Thailand und spielte bis 2018 für den Erstligisten Nakhon Ratchasima FC. Hier schoss er 16 Tore in 31 Spielen. 2018 wechselte er nach Malaysia und spielte für Kedah FA. 2019 ging er abermals nach Brasilien, wo er bei Paysandu SC in Belém einen Vertrag unterschrieb, hier spielte er bis Ende Juli 2019. Im Anschluss war er vertrags- und vereinslos. Von Oktober bis Dezember 2019 stand er für Tuna Luso Brasileira, ebenfalls in Belém beheimatet, auf dem Spielfeld. Nach drei Monaten wechselte er im Januar 2020 nach Rio de Janeiro zu Madureira EC. Über die Vereine CA Linense und Ipatinga FC unterschrieb er im November 2020 wieder einen Vertrag bei Tuna Luso Brasileira. Mit Tuna Luso wurde er Vizemeister der Staatsmeisterschaft von Pará. Im Juni 2021 verpflichtete ihn dann der Paragominas FC und schon am Jahresende zog es Rangel erneut zu Tuna Luso.

## Erfolge
Muangthong United
- Thailändischer Meister: 2012

## Auszeichnungen
Malaysia Super League
- Torschützenkönig: 2014